# Lepinisticus vignai
Lepinisticus vignai är en kräftdjursart som beskrevs av Manicastri och Stefano Taiti 1983. Lepinisticus vignai ingår i släktet Lepinisticus och familjen Cylisticidae. Inga underarter finns listade i Catalogue of Life.